# Omar Arellano Nuño
Omar Arellano Nuño (Tampico, 29 maggio 1967) è un ex calciatore messicano, di ruolo centrocampista.

## Biografia
Anche suo figlio Omar Arellano Riverón è stato un calciatore.

## Carriera

### Club
Ha giocato nella prima divisione messicana.

### Nazionale
Nel 1989 ha giocato la sua unica partita in nazionale.

## Palmarès

### Club
- Campionato messicano: 1

Pachuca: Invierno 2001